# Огнєн Вукоєвич
О́гнєн Вуко́євич (хорв. Ognjen Vukojević; нар. 20 грудня 1983, Б'єловар, Хорватія) — колишній хорватський футболіст, опорний півзахисник, головний тренер юнацької збірної Хорватії (U-20) та асистент головного тренера «Динамо» (Київ).

## Життєпис
Народився 20 грудня 1983 року в югославському місті Беловар (тепер Хорватія).

### Клубна кар'єра

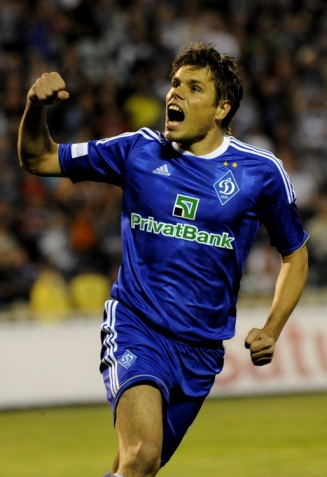
Огнєн Вукоєвич у складі «Динамо» (Київ). 2011 рік

Займатися футболом почав у місцевій команді, за яку дебютував на професійному рівні у Третій хорватській лізі. В 19-річному віці уклав угоду з середняком Першої хорватської ліги «Славен Белупо». На найвищому рівні чемпіонату Хорватії дебютував у серпні 2003 року (матч «Славен» — «Цибалія» — 0:0). За клуб з Копривниці Огнєн, виходячи переважно в основному складі, відіграв два сезони, а його команда двічі поспіль здобувала путівку до Кубку Інтертото.
Влітку 2005 року Вукоєвич перейшов у бельгійський клуб «Льєрс», який запропонував гравцеві вигідні фінансові умови. Клуб того сезону був аутсайдером Ліги Жупіле, а сам Огнєн, за його словами, так і не зрозумів, навіщо його придбали. Вже через півроку гравець повернувся у Хорватію, уклавши контракт із загребським «Динамо». 5-річний контракт з київським «Динамо» підписав у червні 2008 року.
Наприкінці лютого 2013 року було повідомлено про перехід Огнєна Вукоєвича до лав московського «Спартака» на засадах оренди.
У червні 2013 року повернувся до київського «Динамо». Але закріпитися в основному складі команди він не зміг і хорватські ЗМІ повідомляють, що Огнєн незабаром буде грати у загребському Динамо, задля постійної практики заради шансу бути гравцем основного складу збірної Хорватії на ЧС-2014..
У червні 2015 року підписав контракт з віденською «Аустрією» за схемою 2+1. У віденському клубі хавбек за два роки провів лише 22 матчі, та в 2017-му завершив кар᾿єру футболіста.

### Кар'єра у збірній
У складі національної збірної Хорватії дебютував 16 жовтня 2007 року в товариському матчі проти Словаччини.

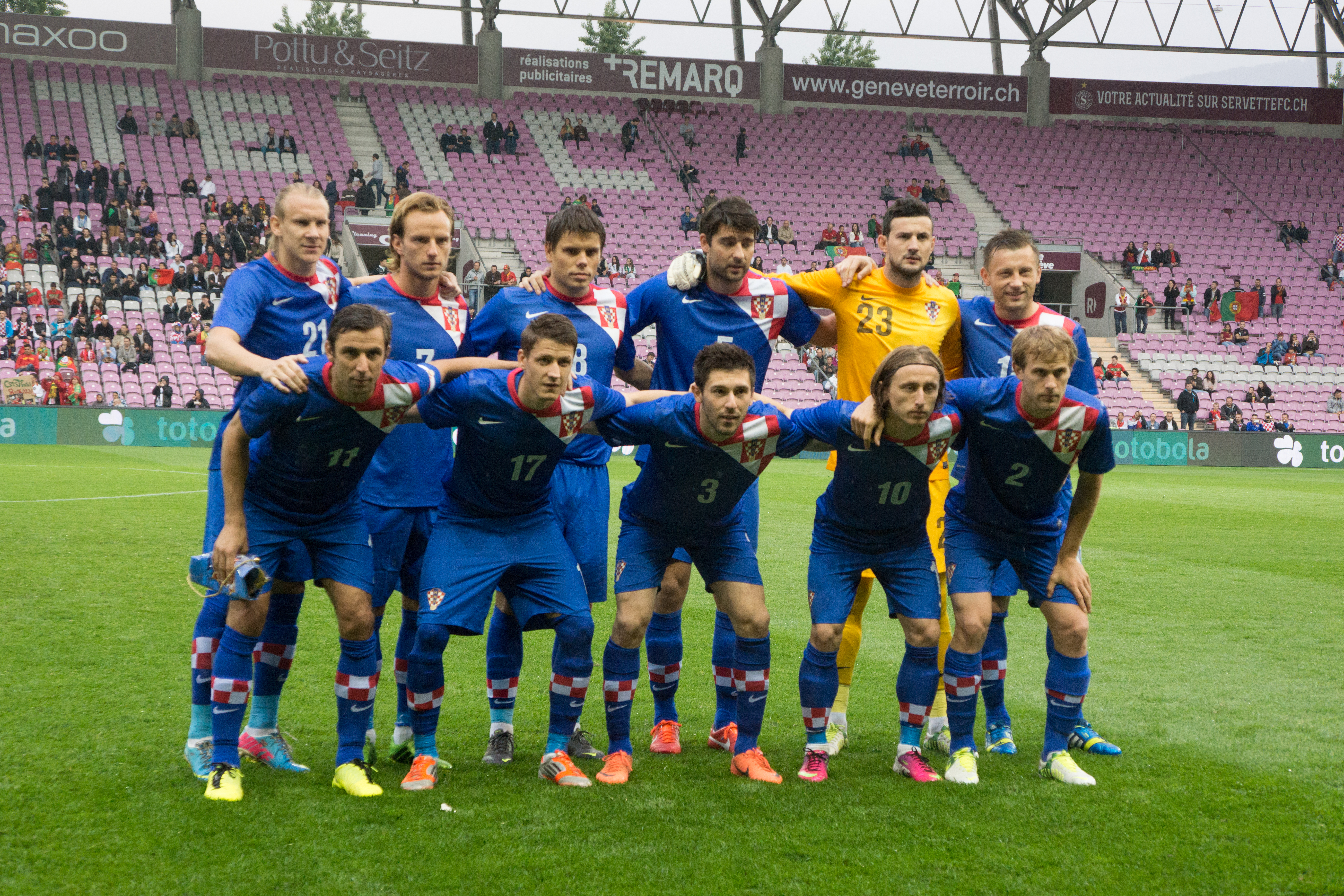
Огнєн Вукоєвич у складі збірної Хорватії перед матчем зі збірною Португалії. 10 червня 2013 року

### Тренерська кар'єра
Після завершення кар'єри футболіста у 2017 році, Огнєн Вукоєвич 1 червня того ж року повернувся до київського «Динамо» на посаду менеджера по країнах Балканського регіону, Східної та Центральної Європи.
На Чемпіонаті світу з футболу 2018 в Росії Вукоєвич працював скаутом у збірній Хорватії. Після перемоги хорватів над збірної Росії Огнєн разом з гравцем збірної Домагоєм Відою, який теж багато років провів у київському і забив росіянам два голи — один у додатковий час, другий в післяматчевих пенальті, записали відеозвернення у роздягальні хорватської збірної. На ньому Віда вигукував «Слава Україні!», а Вукоєвич додав: «Ця перемога за „Динамо“ і за Україну. Хорватія, вперед!». Відео спричинило шквал критики в Росії та заклики до ФІФА покарати захисника збірної Хорватії, але дисциплінарний комітет ФІФА обмежився попередженням Домагою. Натомість Вукоєвич отримав жорстке покарання від Федерації футболу Хорватії, він був виключений зі збірної Хорватії. Федерація футболу Хорватії зазначила, що звільнивши Вукоєвича, вона «вибачається перед російською громадськістю за ці дії». ФІФА оштрафувала Вукоєвича на 15 000 швейцарських франків (12,8 тисяч євро) «за неспортивну поведінку». Після винесення покарання Оґнєну Вукоєвичу та Домагою Віді. 10 липня 2018 року стрімко обвалився рейтинг сторінки ФІФА у «Facebook» з 5 до 1,1 балу. Понад 158 тисяч осіб поставили найнижчу оцінку футбольних чиновників, та звинуватили їх у політичній заангажованості. Найпопулярнішими коментарями були: «Слава Україні!», «Glory to Ukraine!», «Glory to Croatia!», «Shame on FIFA!». ФІФА змушена була закрити функцію оцінювання своєї сторінки у «Facebook», а рейтинг обнулила. Проте 11 липня рейтинг знову стрімко обвалився, і ФІФА вкотре закрила функцію оцінювання своєї сторінки.
Президент ФФУ А. Павелко пообіцяв відшкодувати, як юридично так і матеріально, Огнєну та Віді усі збитки завданні ФІФА та їхньою федерацією. Вукоєвич відмовився, сказавши, що заплатить сам та не хоче нікого в це вплутувати.
На підтримку Вукоєвича виступили українські клуби, футболісти та вболівальники. Так керівництво, футболісти та персонал ФК «Рух» (Винники) провів акцію на підтримку Вукоєвича та Віди, розгорнувши банер з написами «Viva Hrvatska!», «Hvala Vukojevic!», «Hvala Vida!» та «Слава Україні!» перед товариським матчем з ФК «Прикарпаття». Висловив свою підтримку Вукоєвичу та Віді й Олександр Шовковський У Полтаві вболівальники організували акції на підтримку Вукоєвича та Віди. 10 липня у Києві під посольством Хорватії відбулася акція на підтримку Вукоєвича та Віди. У Харкові біля Генконсульства Росії відбулось пікетування Генконсульство Росії на підтримку Вукоєвича та Віди
У вересні 2018 року Вукоєвич відновив свою роботу у штабі збірної Хорватії, а 10 травня 2019 року Вукоєвич був призначений головним тренером юнацької збірної Хорватії (U-20).
30 липня 2020 року Огнєн увійшов до тренерського штабу Мірчі Луческу у «Динамо» (Київ), де обійняв посаду асистента головного тренера, суміщаючи її з роботою у юнацькій збірній Хорватії.

### Особисте життя
Батьки Огнєна живуть у Хорватії: мама — медсестра у лікарні, а батько працює в організації державного забезпечення. Має молодшого брата, який не пов'язує життя з футболом. Доводиться кумом гравцеві донецького «Шахтаря» Едуадрдо да Сілві.
Зустрічався з іспанською моделлю та спортивною телеведучою з хорватським корінням Фані Стіпкович. У 2008 році почав зустрічався з хорватською моделлю Андреа Чупор, яка у 2000 році перемогла в конкурсі краси «Міс Хорватія». Наприкінці 2009 року пара розійшлась, але згодом знову відновила стосунки. 8 жовтня 2016 року Огнєн Вукоєвич та Андреа Чупор побралися. 4 грудня 2016 року в подружжя народився син Лука.

## Досягнення
«Динамо» (Загреб):
- Чемпіон Хорватії (4): 2005–06, 2006–07, 2007–08, 2014–15;
- Володар Суперкубка Хорватії (1): 2006;
- Володар Кубка Хорватії (3): 2006–07, 2007–08, 2014–15.

 «Динамо» (Київ):
- Чемпіон України (1): 2008–09;
- Володар Суперкубка України (2): 2009, 2011.

## Статистика виступів

### Клубна статистика
| Клуб             | Сезон            | Ліга | Ліга | Кубок | Кубок | Суперкубок | Суперкубок | Єврокубки | Єврокубки | Разом | Разом |
| Клуб             | Сезон            | Ігри | Голи | Ігри  | Голи  | Ігри       | Голи       | Ігри      | Голи      | Ігри  | Голи  |
| ---------------- | ---------------- | ---- | ---- | ----- | ----- | ---------- | ---------- | --------- | --------- | ----- | ----- |
| Беловар          | 2002/2003        | 7    | 0    | 0     | 0     | —          | —          | —         | —         | 7     | 0     |
| Беловар          | Разом            | 7    | 0    | 0     | 0     | —          | —          | —         | —         | 7     | 0     |
| Славен Белупо    | 2003/2004        | 27   | 2    | 0     | 0     | —          | —          | —         | —         | 27    | 2     |
| Славен Белупо    | 2004/2005        | 26   | 3    | 0     | 0     | —          | —          | —         | —         | 26    | 3     |
| Славен Белупо    | Разом            | 53   | 5    | 0     | 0     | —          | —          | —         | —         | 53    | 5     |
| Льєрс            | 2005/2006        | 9    | 0    | 0     | 0     | —          | —          | —         | —         | 9     | 0     |
| Льєрс            | Разом            | 9    | 0    | 0     | 0     | —          | —          | —         | —         | 9     | 0     |
| Динамо (Загреб)  | 2005/2006        | 6    | 0    | 0     | 0     | —          | —          | —         | —         | 6     | 0     |
| Динамо (Загреб)  | 2006/2007        | 31   | 0    | 6     | 0     | 0          | 0          | 6         | 1         | 43    | 1     |
| Динамо (Загреб)  | 2007/2008        | 29   | 11   | 7     | 0     | 0          | 0          | 12        | 4         | 48    | 15    |
| Динамо (Загреб)  | Разом            | 66   | 11   | 13    | 0     | —          | —          | 18        | 5         | 97    | 16    |
| Динамо (Київ)    | 2008/2009        | 27   | 2    | 1     | 0     | 1          | 0          | 17        | 2         | 46    | 4     |
| Динамо (Київ)    | 2009/2010        | 28   | 2    | 2     | 0     | 1          | 0          | 6         | 0         | 37    | 2     |
| Динамо (Київ)    | 2010/2011        | 29   | 3    | 2     | 0     | —          | —          | 15        | 3         | 46    | 6     |
| Динамо (Київ)    | 2011/2012        | 27   | 2    | 1     | 0     | 1          | 0          | 9         | 1         | 38    | 3     |
| Динамо (Київ)    | 2012/2013        | 12   | 0    | 1     | 0     | —          | —          | 5         | 0         | 18    | 0     |
| Динамо (Київ)    | Разом            | 123  | 9    | 7     | 0     | 3          | 0          | 52        | 6         | 185   | 15    |
| Спартак (Москва) | 2012/2013        | 9    | 0    | —     | —     | —          | —          | —         | —         | 9     | 0     |
| Спартак (Москва) | Разом            | 9    | 0    | —     | —     | —          | —          | —         | —         | 9     | 0     |
| Динамо (Київ)    | 2013/2014        | 18   | 1    | 4     | 0     | —          | —          | 8         | 0         | 30    | 1     |
| Динамо (Київ)    | Разом            | 18   | 1    | 4     | 0     | —          | —          | 8         | 0         | 30    | 1     |
| Динамо (Загреб)  | 2014/2015        | 7    | 0    | 0     | 0     | —          | —          | 4         | 0         | 11    | 0     |
| Динамо (Загреб)  | Разом            | 7    | 0    | 0     | 0     | —          | —          | 4         | 0         | 11    | 0     |
| Всього за кар'єу | Всього за кар'єу | 292  | 26   | 24    | 0     | 3          | 0          | 82        | 11        | 401   | 37    |

## Цікаві факти
Під час Революції гідності Огнєн Вукоєвич разом з Домагоєм Відою ходили на Майдан.
У 2013 році Вукоєвич втратив місце в основі і був відданий на півроку в оренду до московського «Спартака» («Динамо» заробило на цьому 1,5 млн євро). Це рішення зрозуміли не всі вболівальники «Динамо», дехто вважав хорватського півзахисника зрадником.
Під час відбіркового циклу чемпіонату світу 2018 Вукоєвич виступав проти бойкоту турніру з боку України. Говорячи про команду України, він називав її «наша збірна».